# Szófiai nyilatkozat
A szófiai nyilatkozat (bolgárul: Софийска декларация, horvátul: Sofijska deklaracija) egy dokumentum volt, amelyet 1929-ben Szófiában, Bulgária fővárosában írt alá Ante Pavelić horvát usztasa vezető, az Usztasa – horvát forradalmi szervezet (UHRO) alapítója és Gustav Perčec, valamint a Macedón Emigráns Szervezetek Szövetsége Macedón Nemzeti Bizottságának (a macedón bolgárok képviseletében, ami a gyakorlatban egy belső macedón forradalmi szervezetet jelentette) képviselői. A dokumentumot azzal a céllal írták alá, hogy a horvátok és a macedón bolgárok közösen lépjenek fel Jugoszlávia felszámolása érdekében. Ennek a megállapodásnak a konkrét eredménye lett a marseille-i merénylet, I. Sándor jugoszláv király meggyilkolása 1934 októberében.

## Előzmények

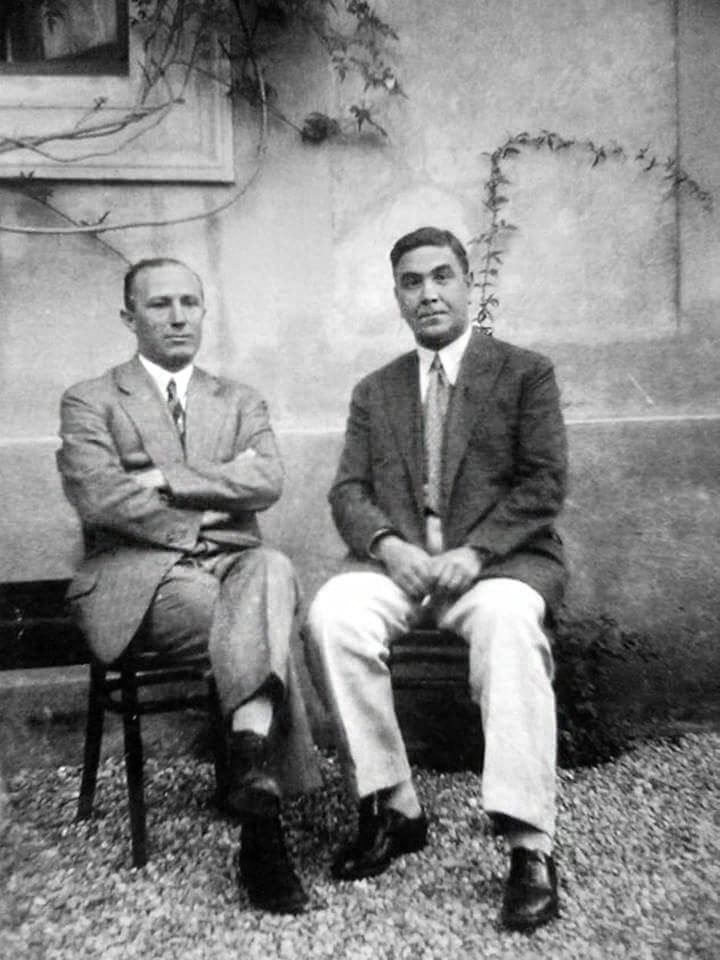
Ante Pavelić (jobbra) és Ivan Mihajlov 1931-ben Bresciában

Miután a horvát parasztpárti képviselők elleni 1828-ban végrehajtott parlamenti merénylet után a jugoszláv nemzetgyűlés működésképtelenné vált, 1929. január 6-án I. Sándor jugoszláv király bevezette a királyi diktatúrát Jugoszláviában. Ante Pavelić, aki akkoriban a belgrádi nemzetgyűlés tagja volt, Ante Trumbićcsal együtt a nemzetgyűlésen belül megalakította a horvát képviselőcsoportot. Miután a király a Jugoszláv Királyságban 1929. január 6-án antidemokratikus, diktatórikus rendszert hozott létre és rendelettel megszüntette az összes politikai pártot, a horvát jobboldal vezetője, Ante Pavelić január 19-ről 20-ra virradó éjszaka kénytelen volt elhagyni az országot. Pavelić először Ausztriába, Bécsbe ment, ahol tovább dolgozott a hivatalosan január 7-én megalakult a Horvátország függetlenségéért küzdő Usztasa forradalmi szervezet létrehozásán. 1929 márciusában az Usztasa egy jugoszlávellenes újságíró, Tony Schlegel, a „Novosti” zágrábi újság szerkesztője meggyilkolását követően jugoszlávellenes tevékenységet kezdett. Pavelić hamarosan előbb Magyarországra, majd nem sokkal később Bulgáriába utazott, ahol a bolgár belső macedón forradalmi szervezettel kezdett együttműködni, amely a Sándor király diktatórikus rezsimje elleni harcot vezette Macedóniában. Mindkét fél úgy döntött, hogy a közös fellépés és együttműködés pozitív hatással lesz a közös érdekekre.

## A nyilatkozat aláírása

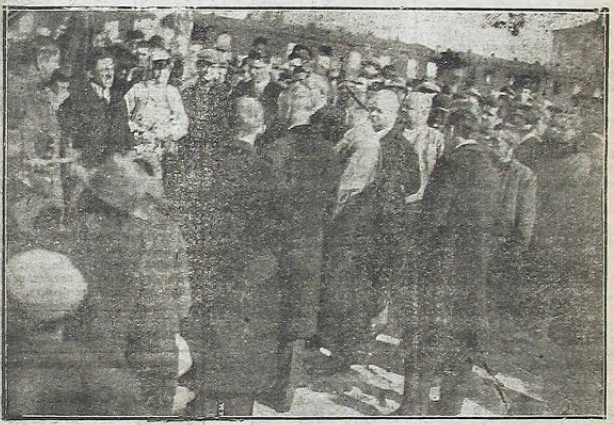
Pavelić és Perčec megérkezése a bulgáriai Vidinbe, egy nappal az aláírás előtt, 1929. április 19-én.

1929. április 19-én éjjel Ante Pavelić és Gustav Perčec megérkezett Szófiába, Bulgária fővárosába, ahol személyesen köszöntötte őket Vančo Mihajlov, a VMRO (Belső Macedón Forradalmi Szervezet) vezetője. Bulgáriában a macedón emigráció tagjai látványos, több ezer fős fogadtatásban részesítették őket. Hamarosan aláírták a közös fellépésről szóló dokumentumot, melyben az állt, hogy a két szervezet összehangolja jugoszlávellenes tevékenységét. A szófiai nyilatkozat aláírása után Pavelićet és Perčecet a Jugoszláv Királyságban halálra ítélték, és a jugoszláv diktatórikus rendszer viszonya Bulgáriával jelentősen megromlott. A dokumentum szövege a következőket tartalmazta:
„Dr. Ante Pavelić képviselő és Gustavo Perčec Zágráb horvát főváros városi tanácsnoka, a Macedón Emigráns Szervezet Nemzeti Bizottságában, Bulgáriában tett testvéri látogatása alkalmából mindkét fél megállapította, hogy a Horvátországra és Macedóniára kényszerített tűrhetetlen belgrádi rezsim jogi lépésekre kényszerítette a Horvátország és Macedónia emberi és nemzeti jogaiért, valamint politikai szabadságáért és teljes függetlenségéért folytatott harcot. Egyúttal mindkét fél kijelenti, hogy a jövőben minden erejükkel azon fognak dolgozni, hogy megvalósítsák mindkét testvérnemzet céljait.”
Aláírók: Usztasa szervezet - Ante Pavelić és Gustav Perčec, Macedón Nemzeti Bizottság - Konsztantin Sztanisev és Lazar Kiszelincsev. Szófia, Bulgária, 1929. április 20.

## A nyilatkozat visszhangja

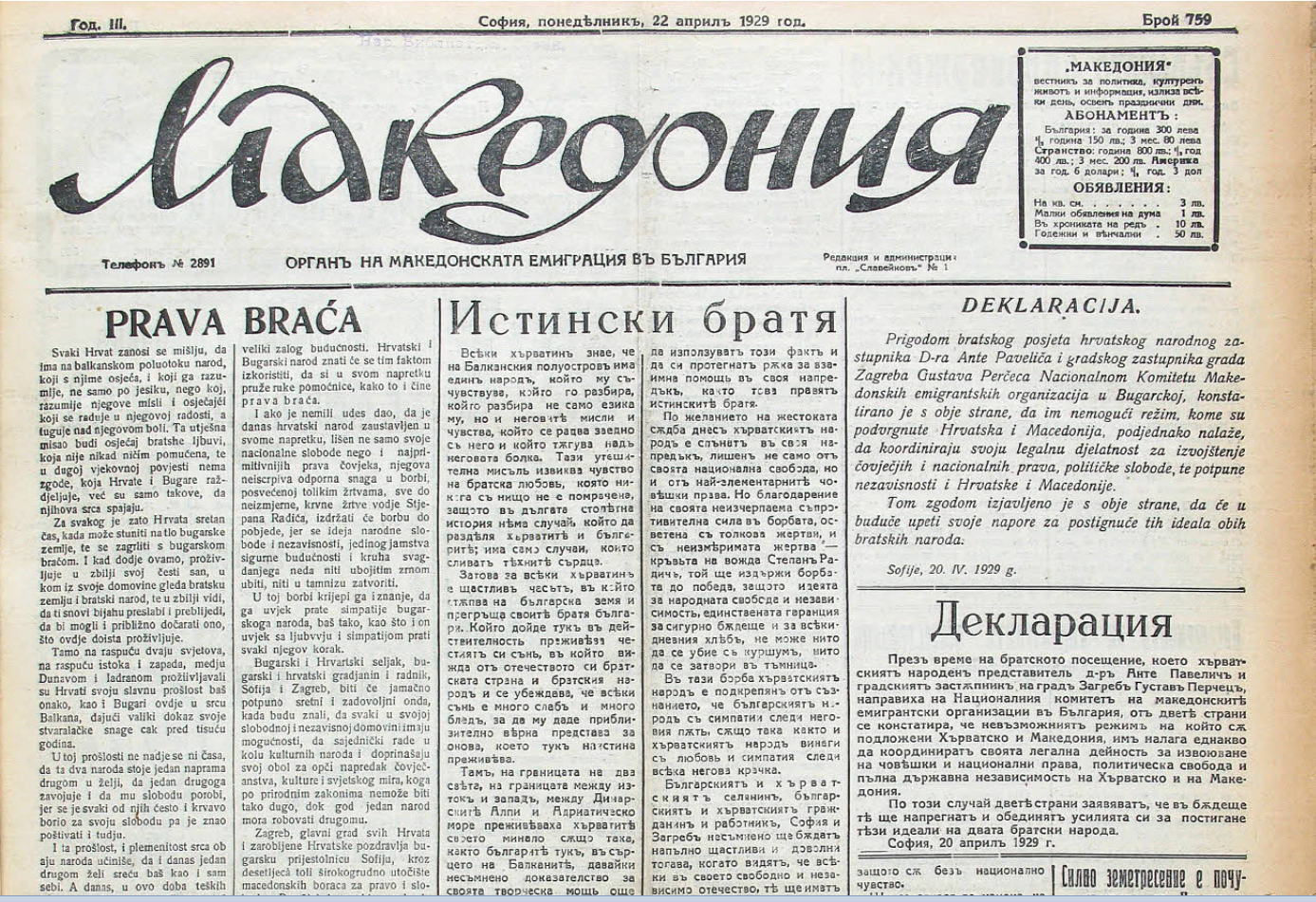
Újságoldal a szófiai nyilatkozat szövegével a „Makedonija” nevű macedón újságban.

A nyilatkozattal széles körben foglalkozott az európai sajtó. A belgrádi szerb lapok tele voltak dühös cikkekkel, amelyekben Andrej Lepcsev bolgár miniszterelnök kormányát bűnrészességgel vádolták, amiért nem akadályozta meg a találkozót. A Jugoszláv Királyság határozottan reagált, és halálra ítélte Pavelićet és Perčecet. Belgrád Bulgáriát hibáztatta, a bolgár kormány pedig garanciákat adott Jugoszláviának arra, hogy nem a bolgár, hanem a macedón emigráció köszöntötte a horvátokat, és sajnálatát fejezte ki a belgrádi kormány felé intézett sértő szavak miatt.
A belgrádi jugoszláv államvédelmi bíróság 1929. július 17-én távollétében halálra ítélte Anto Pavelić és Gustavo Perčec horvát aláírókat. Az ítéletben a következőkkel vádolták őket:
- Az üdvözlő beszédre […] a szófiai pályaudvaron a tömeg előtt, és különösen a macedón emigránsok nagy csoportja előtt beszédekkel válaszoltak. [...]
- A tiszteletükre rendezett banketten Szófiában államellenes beszédet mondtak.
- Dr. Ante Pavelić beleegyezett, hogy együttműködik Horvátországnak és Macedóniának a jugoszláv államról való leválasztásában, [...] ezzel az állam közbiztonságának és közrendjének védelméről szóló törvény I. cikkének 1. és 2. pontja szerinti bűncselekményeket követett el, valamint ugyanennek a törvénynek IV. és V. cikke alapján bűnösnek találták őket, ezért a Btk. 68. és 69. cikke alapján halálra ítélték őket.

## Fordítás
Ez a szócikk részben vagy egészben  a   Sofijska deklaracija (1929.) című horvát Wikipédia-szócikk ezen változatának fordításán alapul.  Az eredeti cikk szerkesztőit annak laptörténete sorolja fel. Ez a jelzés csupán a megfogalmazás eredetét és a szerzői jogokat jelzi, nem szolgál a cikkben szereplő információk forrásmegjelöléseként.